# ويليام بروغان
ويليام بروغان (بالإنجليزية: William Brogan)‏ هو لاعب دوري الرغبي أسترالي، ولد في 1900، وتوفي في 1983.